# 佩卓·艾爾法瑞茲
小佩卓·曼紐爾·艾爾法瑞茲（西班牙語：Pedro Manuel Álvarez Jr.，1987年2月6日—），綽號「公牛」，為美國職棒大聯盟的內野手，生涯曾效力過海盜與金鶯隊。2010年至2014年間，艾爾法瑞茲主要擔任三壘手。2015年移往一壘，2016年成為指定打擊。

## 職業生涯

### 匹茲堡海盜

#### 2010年

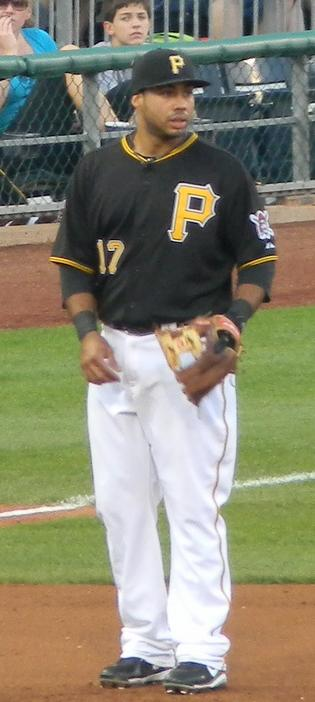
在三壘的艾爾法瑞茲

這年他從3A開季，並繳出2成77的打擊率，外帶13轟與53分打點的成績。
6月16日，艾爾法瑞茲登上大聯盟。他在19日敲出大聯盟首安，7月3日擊出大聯盟首轟。期間他還達成連8場敲安的個人紀錄。
7月20日，艾爾法瑞茲首度達成單場雙響砲。他在隔日又敲出雙響砲，短短11天內他的打擊率就從1成97上升到2成59。8月7日，他面對太空人敲出再見3分砲。
9月20日到26日，他以4成17的打擊率外帶2轟與13分打點的成績拿下國聯單週最佳球員。9月30日，他單場敲出4支安打與5分打點。最後他在9月的打擊率為3成11，拿下國聯單月最佳球員。他在最後27場比賽打回26分打點，為國聯新人最多。

#### 2011年
這年球季初他的打擊率為2成08，OPS僅有.587。之後他在5月21日進入傷兵名單，並在7月下放3A。整季他在大聯盟的打擊率僅有1成91。

#### 2012年

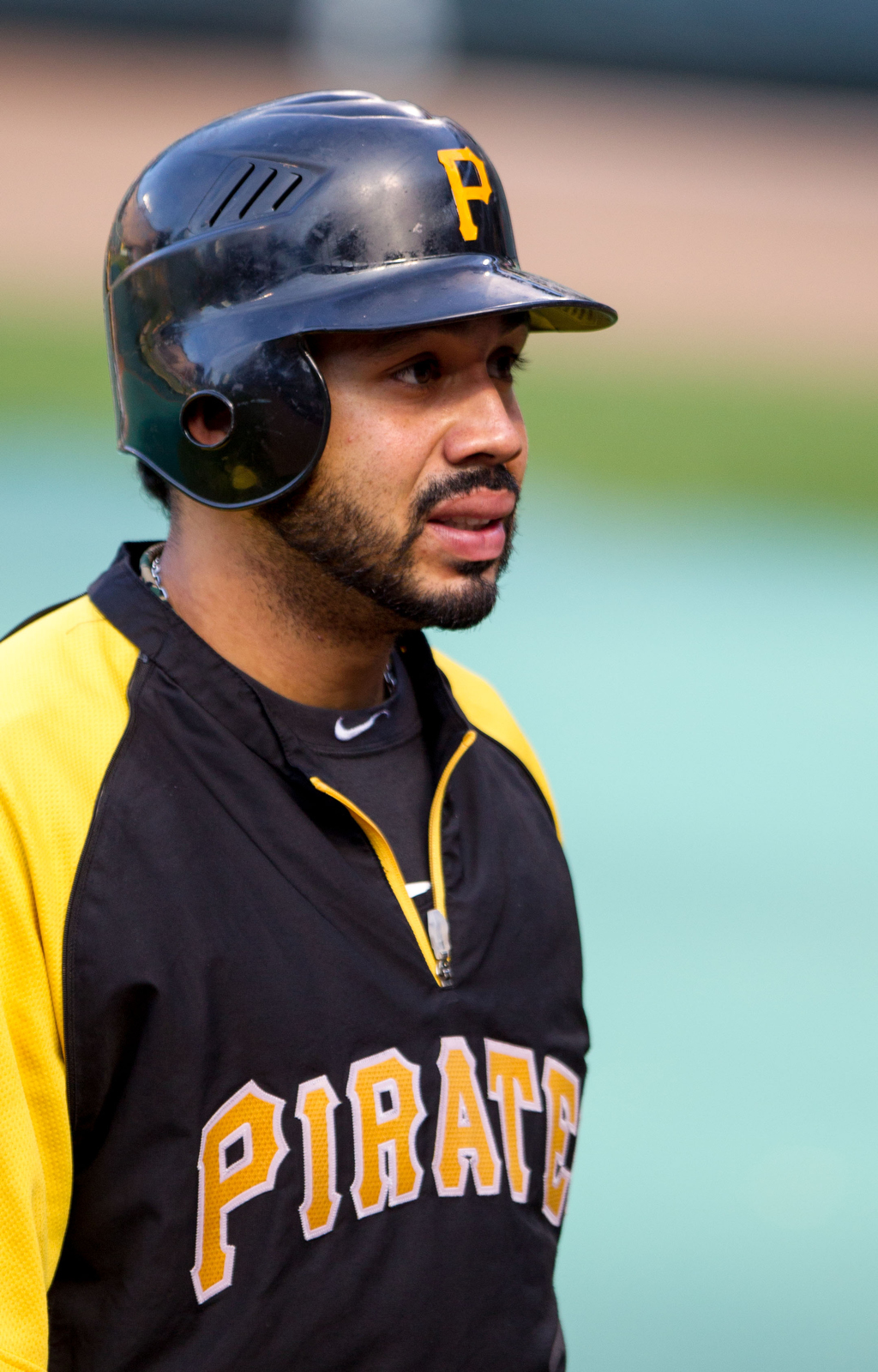
2012年的艾爾法瑞茲

艾爾法瑞茲在開季前27個打數吞下13次三振。不過他在6月16日及17日都敲出全壘打，成為隊史1918年來第二人。8月19日，他在延長19局敲出致勝全壘打。8月28日，他擊出海盜主場史上最遠的全壘打。該年他的打擊率為2成44，吞下180次三振為國聯最多，27次失誤也是國聯三壘手最多。

#### 2013年
這年艾爾法瑞茲首度入選明星賽，並參加全壘打大賽。最後他以36轟成為國聯全壘打王。10月9日，他成為大聯盟史上首位在季後賽前6場比賽都有打點的球員。這年他的打擊率為2成33，並成功拿下銀棒獎。但他186次三振和27次失誤還是國聯最多。

#### 2014年
在經歷生涯年後，艾爾法瑞茲的守備能力開始下滑。截至8月3日，他已發生24次守備失誤。因此球隊讓喬許·哈里森接替艾爾法瑞茲的先發位置。之後海盜將他移防一壘，他在8月18日才完成球季初登場。
9月10日，他因為壓力性骨折而缺席剩餘球季。該年他的打擊率為2成31，25次失誤為國聯三壘手第三多。

#### 2015年
這年他已轉型成為全職一壘手，而他也出賽150場比賽，打擊率為2成43，並敲出27轟與77分打點。但她依ˇ就發生國聯最多的23次失誤。12月2日，海盜隊宣布不與艾爾法瑞茲續約，這也讓他首度成為自由球員。

### 巴爾的摩金鶯

#### 2016年
3月10日，他和金鶯隊簽下1年575萬美元的合約。
開季他在前15場的打擊率只有1成82。到了5月，他的打擊率只有1成94，他一直到6月份打擊率才突破2成。9月2日，他敲出單季第20轟。這年他的打擊率為2成49。

#### 2017年
這年他在大聯盟只有32個打席，而且9次守備機會就發生4次失誤。這年他在3A的打擊率為2成39。

#### 2018年
2月25日，艾爾法瑞茲和金鶯隊重簽小聯盟約。6月19日，他因為打擊率只有1成80而遭到球隊指定讓渡。10月9日，他成為自由球員。

### 邁阿密馬林魚
2018年12月3日，他和馬林魚簽下小聯盟約。2019年3月25日，他遭到球隊釋出。

## 個人生活
艾爾法瑞茲在2011年結婚，妻子是前教士隊總教練Pat Murphy的女兒。

## 外部連結
- 球員資訊和成績在MLB ，ESPN ，Retrosheet ，Baseball Reference ，Baseball Reference (Minors) ，Fangraphs ，The Baseball Cube （英文）